# 索斯諾戈爾斯克
63°35′N 53°56′E / 63.583°N 53.933°E
索斯諾戈爾斯克（羅馬化：Sosnogorsk）是俄羅斯科米共和國中部的一個城市，位於伊日馬河畔，距瑟克特夫卡爾345公里、烏赫塔15公里。2002年人口29,587人。
1939年建立。1955年設市。1957年前名為伊日馬。